# Unonopsis storkii
Unonopsis storkii là loài thực vật có hoa thuộc họ Na. Loài này được Standl. & L.O. Williams miêu tả khoa học đầu tiên năm 1963.